# 莨苕葉 (裝飾)
莨苕葉 是古希臘和古羅馬最常見的建築裝飾之一。莨苕葉在古羅馬和古希臘建築中廣泛出現在科林斯式和混合式柱頭，並且沿用至拜占庭式和哥德式建築。文藝復興時期，莨苕葉得到復興，並一直沿用至今。